# کوویلنی
کوویلنی (به لاتین: Kovylny) یک منطقهٔ مسکونی در روسیه است که در استان آستراخان واقع شده‌است.